# Obědkovice
Obědkovice ist eine Gemeinde in Tschechien. Es befindet sich in Okres Prostějov im Olomoucký kraj.

## Geschichte
Obědkovice wurde im Jahre 1078 erstmals erwähnt. Seit diesem Jahr bis 1784 befand sich das Dorf in Besitztum des Klosters Hradisko. Seit 1789 wurde Obědkovice Teil der Herrschaft Vřesovice. Die Herrschaft Vřesovice wurde im Jahre 1829 von Klemens Wenzel Lothar von Metternich gekauft.

## Sehenswürdigkeiten
- Hl.-Godehard-Kapelle